# Juan Gareda
Juan Gareda (Madrid, 5 de junio de 1995) es un actor y músico español, conocido por interpretar el papel de Samuel Alday Roncero en la telenovela Acacias 38.

## Biografía
Juan Gareda nació el 5 de junio de 1995 en Madrid (España), y además de la actuación también se dedica a la música y al teatro.

## Carrera
Juan Gareda a los catorce años empezó a dar clases de piano, luego decidió licenciarse en artes plásticas. En 2016 hizo su primera aparición actoral en la miniserie Loop. En el mismo año formó parte del elenco de la serie Centro médico. De 2017 a 2019 fue elegido para interpretar el papel de Samuel Alday Roncero en la telenovela emitida por La 1 Acacias 38 y donde protagonizó junto a actores como Montserrat Alcoverro, Carlos Olalla, Elena González, Rubén de Eguía, Alba Gutiérrez, Dani Tatay, Marc Parejo, Inés Aldea y Clara Garrido.
En 2019 protagonizó junto a las actrices Antonella Mastrapasqua y Sara Saché la obra La mala herencia de Alberto de Casso y dirigida por Laura Garmo. En 2020 interpretó el papel de Sancho Garcés en la serie El Cid. Al año siguiente, en 2021, protagonizó junto a los actores Óscar Hernández y Laura Varela la obra Caos dirigida por Daniel Huarte. En 2022 protagonizó el cortometraje Cielo Abierto dirigido por Juan David Barragán.

## Filmografía

### Televisión
| Año       | Título        | Personaje            | Notas         |
| --------- | ------------- | -------------------- | ------------- |
| 2016      | Loop          |                      |               |
| 2016      | Centro médico |                      |               |
| 2017-2019 | Acacias 38    | Samuel Alday Roncero | 440 episodios |
| 2020      | El Cid        | Sancho Garcés        |               |

### Cortometrajes
| Año  | Título        | Director            |
| ---- | ------------- | ------------------- |
| 2022 | Cielo Abierto | Juan David Barragán |

## Teatro
| Año  | Título               | Autor            | Director      |
| ---- | -------------------- | ---------------- | ------------- |
| 2019 | La mala herencia     | Alberto de Casso | Laura Garmo   |
| 2021 | Caos                 |                  | Daniel Huarte |
| 2023 | El canto del Gorrión | Mariano Alameda  | Jesús Cimarro |